# Henk Herrenberg

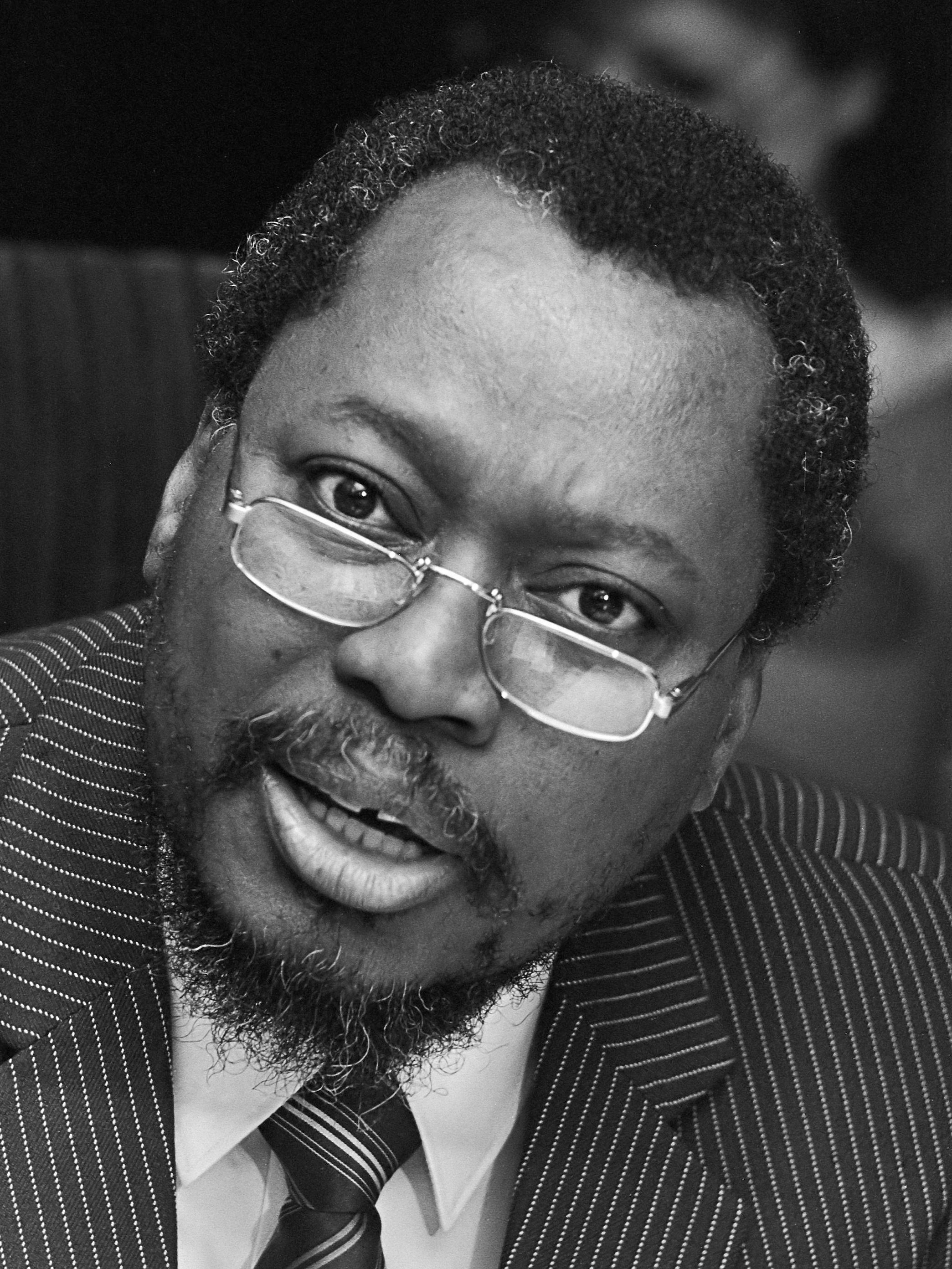
Henk Herrenberg (1983)

Hendrik Frans (Henk) Herrenberg (Paramaribo, 8 oktober 1938 – aldaar, 13 december 2024) was een Surinaams diplomaat en politicus van de Nationale Democratische Partij (NDP).

## Opleiding
Zijn familie is afkomstig van de plantage Berg en Dal aan de Boven-Suriname. Zijn vader was predikant bij de Evangelische Broedergemeente Suriname. Na de mulo ging hij in 1959 naar Nederland, waar hij in Breda een militaire opleiding kreeg en wist te promoveren tot wachtmeester bij de veldartillerie. Het lukte hem niet beroepsmilitair te worden, waarna hij drie jaar politieke wetenschappen ging studeren in Algiers (Algerije).

## Politicus, journalist en adviseur
In augustus 1966 keerde hij terug naar zijn moederland, waar hij de journalistiek en politiek in ging. Zo was hij voorzitter van de Socialistische Partij Suriname (SPS) en werd hij bij de verkiezingen van 1977 gekozen tot lid van het parlement. Bij die verkiezingen bestond het samenwerkingsverband Verenigde Democratische Partij uit vier partijen: SPS, VHP, Pendawa Lima en PALU.
Verder was Herrenberg journalist bij onder andere Radio Radika (waar hij zijn latere echtgenote – omroepster bij Radika – leerde kennen), de Vrije Stem (krant), en freelance journalist voor de Nederlandse Gemeenschappelijke Pers Dienst (GPD; thans Geassocieerde Pers Diensten) en de NOS radio en televisie.
Na de sergeantencoup in 1980 werd hij adviseur van de Nationale Militaire Raad (NMR). In het jaar daarop studeerde hij gedurende één jaar diplomatie en internationale betrekkingen aan de Universiteit Los Andes in Bogota (Colombia).

## Ambassadeur
In 1981 werd hij Chef de Poste van de ambassade in het buurland Guyana. Op 1 juni 1982 volgde hij Hans Prade op als Surinaams ambassadeur in Nederland. Op 9 december van dat jaar ging hij naar het Nederlandse ministerie van Buitenlandse Zaken om te melden dat Surinaamse autoriteiten een complot op het spoor waren gekomen en dat de arrestanten verzekerd waren van een behoorlijke rechtsgang. Toen Den Haag via eigen kanalen te weten kwam dat er executies hadden plaatsgevonden (zie decembermoorden) werd Herrenberg op Buitenlandse Zaken ontboden. Hij gaf toen aan dat hij niet op de hoogte was van deze ontwikkelingen. Op 4 juli 1984 werd hij opgevolgd door Henk Heidweiller.

## Terug in Suriname
In november van dat jaar nam Herrenberg de functie van kabinetschef van Desi Bouterse over van Harvey Naarendorp die ambassadeur werd in Mexico.
Herrenberg werd in 1986 minister van Buitenlandse Zaken van Suriname. Een jaar later volgde Henk Heidweiller, voormalig Surinaams ambassadeur in Washington en Den Haag, hem op.

## Verzoening
In het begin en het midden van de jaren '90 probeerde Herrenberg als speciale afgezant van de Surinaamse legerbevelhebber Desi Bouterse en ambassadeur in algemene dienst te werken aan een nationale verzoening. Daarbij werd onder andere gedacht aan het model van de Zuid-Afrikaanse Truth and Reconciliation Commission. In 1994 verscheen van hem het boek Nationale verzoening moet, dat ook in het Engels vertaald werd (National reconciliation: a must).
Enkele dagen voor de Surinaamse verkiezingen van 24 mei 1991 was hij in Nederland. Bij dat bezoek werd hij enkele uren vastgehouden op een Amsterdams politiebureau, omdat hij zonder visum naar Nederland was gekomen. Bij die verkiezingen, de eerste na de telefooncoup, behield het Nieuw Front de meerderheid waarna Ronald Venetiaan president werd.
In 1997 waarschuwde Herrenberg de Surinaamse zanger Edgar Burgos dat hij moest oppassen met zijn liedjes, en dat iemand zoals hij in Algerije allang zou zijn doodgeschoten.

## Ambassadeur in China
In januari 1998 werd hij ambassadeur in China. Enkele maanden daarvoor was Faried Pierkhan (BVD) opgevolgd door Errol Snijders (NDP) als minister van Buitenlandse Zaken en waren al verschillende BVD-ers gepasseerd voor een ambassadeurspost.
Op 8 maart 1999 stuurde hij vanuit Miami, waar hij was ter gelegenheid van een vergadering van Caricom, een brief naar minister Snijders om zijn ontslag in te dienen. Omdat er geruchten gingen dat hij geld achterover had gedrukt, betaald door Chinezen voor visa voor Suriname, werd hiernaar in opdracht van de regering een onderzoek ingesteld door Orlando van Amson, Robby Ramlakhan en Gisela Dwarkasingh.
Zelf gaf Herrenberg interne redenen bij Buitenlandse Zaken aan voor zijn ontslagaanvraag, terwijl toenmalig president Wijdenbosch op 24 maart tijdens een persconferentie had gezegd dat Herrenberg met pensioen was gegaan. In juni 2003 liet minister Levens van Buitenlandse Zaken weten dat er in het onderzoek geen belastende feiten betreffende Herrenberg waren ontdekt. Inmiddels was wel een aantal personen ontslagen vanwege het sjoemelen met visa.
In 2005 was Henk Herrenberg Directeur van het Kabinet van de NDP-voorzitter.
In november 2010 ontving hij het grootlint in de Ereorde van de Palm.